# Wandering Husbands
Wandering Husbands er en amerikansk stumfilm fra 1924 instrueret af William Beaudine.

## Medvirkende
- James Kirkwood som George Moreland
- Lila Lee som Diana Moreland
- Margaret Livingston som Marilyn Foster
- Eugene Pallette som Percy
- Muriel Frances Dana som Rosemary Moreland
- Turner Savage som Jim
- George C. Pearce som Bates
- George B. French